# Apalonychus nattereri
Apalonychus nattereri là một loài bọ cánh cứng trong họ Hybosoridae. Loài này được Petrovitz miêu tả khoa học năm 1973.